# インターモト
インターモト（独: Intermot, Internationale Motorrad-Messe）は、ドイツ、ケルンにあるケルンメッセで隔年開催されるオートバイの国際見本市。1998年にミュンヘンで初開催され、以降ケルンメッセに於いて開催されている。展示面積20万平米の会場に出展企業の6割が外国からとなる世界40各国、1.000社以上の企業が参加しており、2018年は約22万の来場者数を記録しており、ヨーロッパではEICMAに次ぐ大きなオートバイの国際博覧会となっている。
近年の開催実績は2018年10月3日から7日まで開催されたものが最後となり、2020年は新型コロナウイルスの流行により中止が決定し、次回は2022年10月4日から9日までの開催が予定されている。